# ديفيد إنسور
ديفيد إنسور (بالإنجليزية: David Ensor)‏ هو سياسي بريطاني (وحمل سابقاً جنسية المملكة المتحدة لبريطانيا العظمى وأيرلندا)، ولد في 27 نوفمبر 1906، وتوفي في 5 فبراير 1987. حزبياً، نشط في حزب العمال والحزب الليبرالي. في الانتخابات العامة في المملكة المتحدة 1964 ‏، انتخب عضو البرلمان الثالث والأربعون للمملكة المتحدة عن دائرة Bury and Radcliffe (UK Parliament constituency) ‏ (15 أكتوبر 1964 – 10 مارس 1966) وفي الانتخابات العامة في المملكة المتحدة 1966 ‏، انتخب عضو البرلمان الرابع والأربعون للمملكة المتحدة عن دائرة Bury and Radcliffe (UK Parliament constituency) ‏ (31 مارس 1966 – 29 مايو 1970).

## روابط خارجية
- ديفيد إنسور على موقع IMDb (الإنجليزية)